# L'Ultimatum
L'Ultimatum est le seizième tome de la série Lefranc écrit par Jacques Martin et dessiné par Francis Carin, édité en 2004 par Casterman.

## Résumé
En compagnie de sa cousine Sophie, Lefranc enquête sur la disparition d'un tableau d'un peintre flamand, élève du Caravage, dans l'église Notre-Dame de Bruges. Ses recherches l'amènent auprès du professeur Van Klint, un spécialiste de l'art médiéval. Chez ce dernier, Lefranc assiste à l'assassinat d'un ingénieur allemand expert en torpilles sous-marines. Suivant la trace de l'assassin, il découvre en Angleterre une étrange filière qui prépare un très mauvais coup. Bientôt un ultimatum est lancé par l'organisation qui menace de détruire le tunnel sous la manche et provoquer de terribles inondations.

## Personnages
- Guy Lefranc
- Sophie Saintelm
- Axel Borg
- Le professeur Van Klint
- Le colonel Gray Norton
- Miss Brenda Braskett
- Cory Lamm